# Geologia Raciborza

Położenie Raciborza na tle szkicu geologicznego regionu bez utworów kenozoicznych

Geologia Raciborza – Racibórz należy do Zagłębia Górnośląskiego, tzn. do polsko-czeskiego zagłębia węglowego – jednolitego obszaru geologiczno-geograficznego, a od względem geologicznym do zapadliska górnośląskiego, zapadliskowej struktury, która wchodzi w skład masywów kaledońsko-waryscyjskich.
Najstarsze napotkane i rozpoznane utwory geologiczne to paleozoiczne skały dolnego karbonu, na których zalegają osady kenozoiczne pochodzące z trzeciorzędu i czwartorzędu.
Kotlina Raciborska, w której położony jest Racibórz jest zapadliskiem tektonicznym powstałym na północnym przedpolu Karpat podczas orogenezy hercyńskiej (karbon). Ogólnie budowa geologiczna ziemi raciborskiej powiązana jest w dużej mierze z historią geologiczną takich gór jak Sudety, Karpaty, a także Wyżyny Śląskiej. Obszar ziemi raciborskiej uległ obniżeniu w okresie dolnego karbonu. Na pograniczu morza i lądu osadziły się grube warstwy piaskowców i łupków, podrzędnie zlepieńców.
Później obszar ten ulegał wypiętrzeniu i zjawisku erozji.
W czasie mezozoiku panował tu ląd, a na nim postępowało niszczenie wcześniej powstałych osadów.
Podczas kenozoiku teren ziemi raciborskiej uległ obniżeniu, a następnie został zalany. Po wycofaniu się wody na terenie ziemi raciborskiej pozostały duże pokłady piasków, wapieni i iłu.
Plejstoceńskie zlodowacenia spowodowały, że obszar jest bardzo urozmaicony pod względem ukształtowania powierzchni.

## Karbon
Fundament sedymentacyjny w obrębie miasta to utwory karbońskie, które należą do serii nieprodukcyjnej, tzw. kulm. W skład tych utworów wchodzą m.in. piaskowce i zlepieńce szarogłazowe, które są w dolnej części silnie zmetamorfizowane. Utwory te w części południowej znajdują się na głębokości od 150 do 200 m, a w północnej sięgają do ponad 500 m. Utwory karbońskie charakteryzują liczne deformacje tektoniczne z zachowaniem ciągłości.
Podłoże karbońskie występujące w okolicach Raciborza znajduje się na o wiele większej głębokości, około 2 km, niż na pozostałych obszarach Wyżyny Śląskiej. Prawdopodobnie w formacji produktywnej tego podłoża znajduje się węgiel. Bliżej powierzchni Ziemi karbon produktywny obecny jest na terenie Czech, w Zagłębiu Karwińsko-Ostrawskim.
Obszar ziemi raciborskiej w późnym karbonie uległ wypiętrzeniu wraz z Sudetami, a później ulegał procesom erozji i denudacji. To właśnie te procesy są przyczyną tego, że na tym obszarze nie ma utworów mezozoicznych: triasowych oraz jurajskich i kredowych. 

## Kenozoik

### Neogen i paleogen
W neogenie i paleogenie wypiętrzyły się Karpaty, a Sudety uległy odmłodzeniu, czyli powtórnemu wydźwignięciu, wzdłuż kilku linii uskokowych. W tym czasie na obszarze Raciborza powstało obniżenie, do którego w miocenie wkroczyło morze. Po wycofaniu się wód na tym terenie pozostały pokłady iłów, piasków, wapieni, a także złoża soli oraz gipsu. Jednakże na terenie miasta nie występują złoża gipsu ani soli. Najbliższe złoże gipsu znajduje się w okolicy Kietrza oraz Dzierżysławia.
Cały teren powiatu raciborskiego bogaty jest w utwory neogenu i paleogenu, które m.in. wyrównują różnice wysokościowe głębszego podłoża. Utwory te są przede wszystkim pochodzenia morskiego i lądowego oraz wypełniają tzw. rów tektoniczny Kędzierzyna-Koźla, który sięga swymi najgłębszymi głębokościami po gminę Nędza i Racibórz. Wśród skał osadowych pochodzenia morskiego z tortonu (środkowy miocen) możemy wyróżnić m.in. iły, iły margliste z przewarstwieniami piasków, gipsów, wapieni i margli. Skały te znajdują się przede wszystkim na głębokości od ok. 130 m do 220 m, a ich miąższość wynosi 100–150 m. Skały osadowe pochodzenia lądowego z sarmatu (górny miocen – messyn) znajdują się powyżej skał osadowych pochodzenia morskiego. Skały te są położone na głębokości 20–150 m, gdzie znajduje się około stumetrowa seria niewarstwowych, plastycznych lub zwięzłych iłów z wkładkami: iłów węglowych i węgli brunatnych. Warto tutaj także uwzględnić występowanie warstwy piasków drobnoziarnistych i pylastych, a rzadziej średnioziarnistych i gruboziarnistych. Utwory tej serii nie ograniczają się tylko do wspomnianego wyżej rowu tektonicznego, ale wykraczają one daleko poza ten rów, a ich miąższość nie przekracza 40 m. Najmłodsze osady neogenu i paleogenu (pliocenu) zwane serią Gozdnicy tworzą tutaj kompleks osadów gruboklastycznych, na które składają się przede wszystkim różnoziarniste żwiry i piaski przeławicone iłami i glinami kaolinowymi. Rozległe pokrywy na wysoczyznach tworzone są właśnie przez te osady. Powstanie koryta rzeki Odry jest związane z ruchami tektonicznymi w neogenie.

### Czwartorzęd

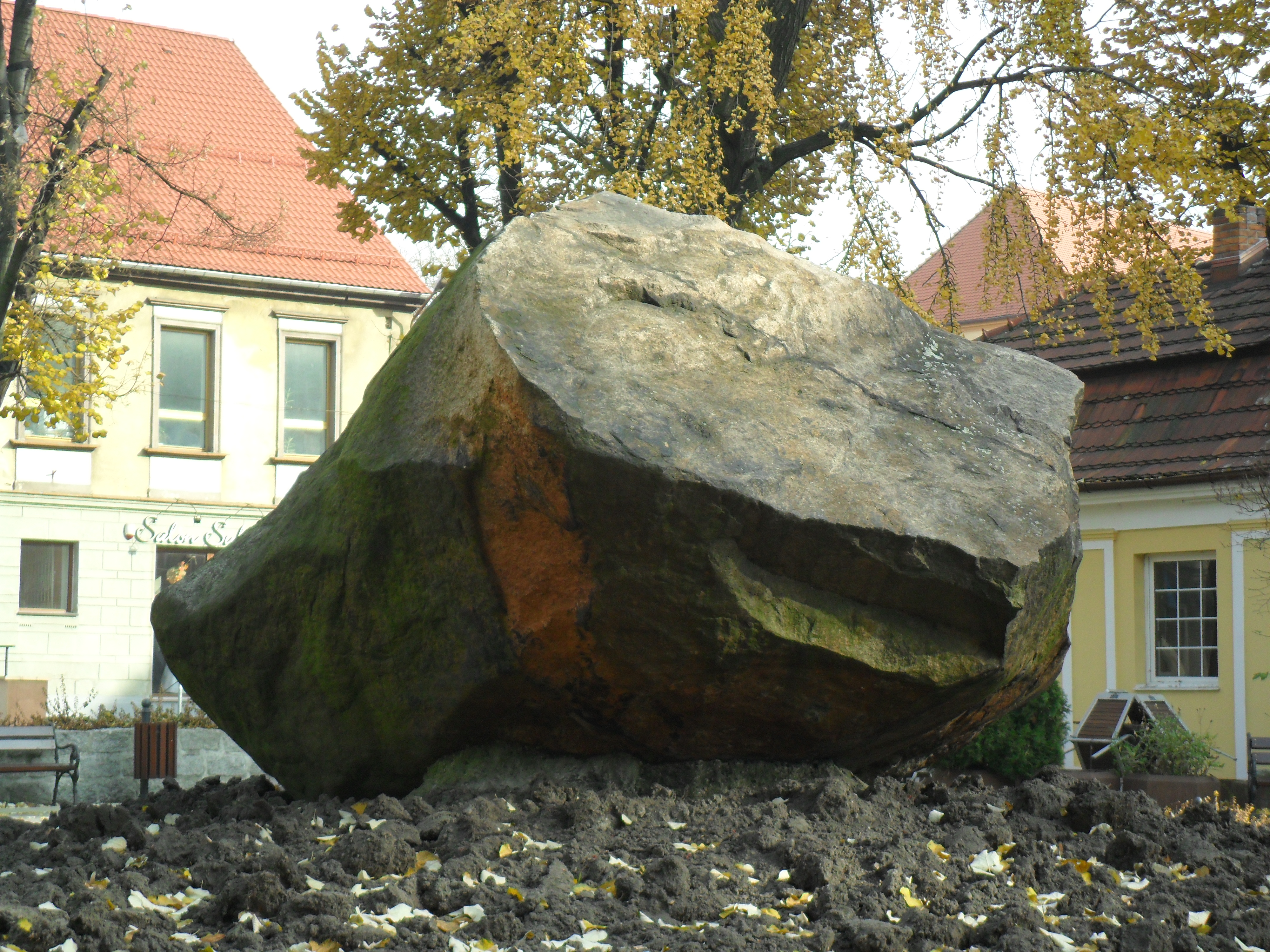
Głaz narzutowy na placu Wolności pochodzący z epoki lodowcowej.

W czwartorzędzie tereny, na których znajduje się miasto nawiedziły dwa zlodowacenia – krakowskie i środkowopolskie. Miały one duży wpływ na obecne ukształtowanie się tych terenów.
Powierzchnia miasta w całości pokryta jest utworami czwartorzędowymi, które reprezentują w głównej mierze osady plejstocenu i holocenu. Wśród nich możemy wyróżnić utwory najstarszego południowopolskiego zlodowacenia, które zostały zasłonięte przez osady zlodowacenia środkowopolskiego. Miąższość osadów polodowcowych dochodzi do 100 m. Największa miąższość ciągnie się szerokim pasem od doliny Odry na granicy z Płaskowyżem Głubczyckim aż poza Opole, zgodnie z ruchem lobu lodowcowego. Na te utwory składają się przede wszystkim piaski i żwiry wodnolodowcowe oraz gliny morenowe, które można spotkać także na wysoczyznach – Płaskowyż Głubczycki i Płaskowyż Rybnicki. Osady mają znaczną miąższość dochodzącą do 25 m i są zróżnicowane. Gliny morenowe występują na obszarze Płaskowyżu Głubczyckiego oraz Płaskowyżu Rybnickiego. Na pierwszym z płaskowyżów można wyróżnić dwa poziomy gliny morenowej z rozdzielającymi je piaszczystymi osadami interglacjalnymi, natomiast na drugim występuje tylko jeden poziom gliny morenowej, który pokryty jest serią piasków wodnolodowcowych o znacznej miąższości. Warto tutaj również wymienić utwory zaliczane do zlodowacenia północnopolskiego, które tworzą warstwy glin lessopodobnych. Utwory te znajdują się na obu płaskowyżach, a ich miąższość sięga kilku metrów. Wśród utworów polodowcowych możemy również wyróżnić tzw. osady fluwioglacjalne, które zostały przyniesione przez rzeki wypływające spod lodowców. Utwory te uległy silnej denudacji oraz erozji poprzez wdarcie się do nich wód rzek. W taki oto sposób powstały doliny terasowe. W okolicy miasta terasy mają gliniastą powierzchnie, której szerokość wynosi 3–4 km. Zbudowane są z gliny średnioplastycznej, szarobrązowej z siwymi przerostami. Grubość tej warstwy wynosi 2–4 m, a utwory przechodzą w glinę chudą, mulistą, a następnie w piasek zagliniony, który zalega warstwą około 1 m. Następnie znajduje się warstwa żwiru o kilkumetrowej grubości. Na tym obszarze występują jedynie powstałe w okresie plejstocenu pokłady gliny, piasków i żwirów. Lodowiec przyniósł ze sobą wiele głazów narzutowych ze Skandynawii, jeden z nich, z czerwonego piaskowca, znajduje się na placu Wolności w Raciborzu. 
Dolinę Odry stanowią holoceńskie utwory czwartorzędowe, w których skład wchodzą mady, gliny pylaste, namuły i torfy. Dolina w obecnym kształcie formowała się w fazie recesji lądolodu stadiału maksymalnego zlodowacenia środkowopolskiego. Wcześniej rzeka płynęła bardziej na wschód, niż możemy to obecnie obserwować, a procesy erozyjne w czasie recesji lądolodu spowodowały wcięcie rzeki do głębokości 100 m poniżej obecnego dna doliny. Dolina wypełniona jest materiałem żwirowo-piaszczystym, który jest wynikiem kilku kolejnych cykli akumulacyjno-erozyjnych. Ostatecznie dolina Odry wzbogaciła się o system tarasów zalewowych i nadzalewowych, które wyróżniają się w morfologii terenu.